# Hiromu Kamada
Hiromu Kamada (japanisch 鎌田 大夢 Kamada Hiromu; * 23. Juni 2001 in der Präfektur Ehime) ist ein japanischer Fußballspieler.

## Karriere
Kamada erlernte das Fußballspielen in Jugendmannschaften des Kids FC und der JFA Academy Fukushima sowie in der Schulmannschaft der Shohei High School. Seinen ersten Vertrag unterschrieb er 2020 beim Fukushima United FC. Der Verein aus Fukushima spielte in der dritten japanischen Liga, der J3 League. Nach 53 Drittligaspielen wechselte er im Januar 2022 zum Erstligaabsteiger Vegalta Sendai nach Sendai.
Kamadas älterer Bruder Daichi ist ebenfalls Profifußballer.